# Micro-région d'Esztergom
La micro-région d'Esztergom (en hongrois : esztergomi kistérség) est une micro-région statistique hongroise rassemblant plusieurs localités autour de Esztergom.